# San Nicola la Strada
San Nicola la Strada is een gemeente in de Italiaanse provincie Caserta (regio Campanië) en telt 19.975 inwoners (31-12-2004). De oppervlakte bedraagt 4,7 km², de bevolkingsdichtheid is 4681 inwoners per km².

## Demografie
San Nicola la Strada telt ongeveer 6728 huishoudens. Het aantal inwoners steeg in de periode 1991-2001 met 5,6% volgens cijfers uit de tienjaarlijkse volkstellingen van ISTAT.
| Jaar | Inwoneraantal |
| ---- | ------------- |
| 1991 | 17.736        |
| 2001 | 18.724        |

## Geografie
San Nicola la Strada grenst aan de volgende gemeenten: Capodrise, Casagiove, Caserta, Marcianise, Recale, San Marco Evangelista.